# Unité urbaine de Châtellerault
Pour les articles homonymes, voir Châtellerault (homonymie).
L'unité urbaine de Châtellerault est une unité urbaine française centrée sur la ville de Châtellerault, sous-préfecture et deuxième ville de la Vienne.

## Données globales
En 2010, selon l'INSEE, l'unité urbaine de Châtellerault est composée de 4 communes, toutes situées dans la Vienne, dans l'arrondissement de Châtellerault. 
En 2016, avec 40 952 habitants , elle constitue la 2e unité urbaine de Vienne, après Poitiers, et elle occupe le 16e rang en Nouvelle-Aquitaine. Elle enregistre une baisse démographique sensible par rapport à 1999 - qui demeure l'année de référence - et fait partie des unités urbaines frappées durement par la crise industrielle, toutefois, depuis le recensement de 2015, l'unité urbaine connaît un léger regain démographique.
En 2016, sa densité de population s'élève à 375 hab/km2, ce qui en fait la deuxième unité urbaine la plus densément peuplée de la Vienne, après Poitiers.

## Délimitation de l'unité urbaine de 2010
L'Insee a procédé à une révision de la délimitation de l'unité urbaine de Châtellerault en 2010 qui est ainsi composée de quatre communes urbaines.
Liste des communes appartenant à l'unité urbaine de Châtellerault selon la nouvelle délimitation de 2010 et dernière population municipale.
| Nom              | Code Insee | Statut | Superficie (km2) | Population (dernière pop. légale) | Densité (hab./km2) |
| ---------------- | ---------- | ------ | ---------------- | --------------------------------- | ------------------ |
| Antran           | 86007      |        | 23,82            | 1 156 (2022)                      | 49                 |
| Cenon-sur-Vienne | 86046      |        | 8,6              | 1 690 (2022)                      | 197                |
| Châtellerault    | 86066      |        | 51,93            | 31 105 (2022)                     | 599                |
| Naintré          | 86174      |        | 24,86            | 5 954 (2022)                      | 240                |

## Évolution territoriale de l'unité urbaine de Châtellerault depuis 1975
En 1975, l'unité urbaine de Châtellerault était constituée par la seule commune de Châtellerault qui, à cette date, comptait 37 080 habitants. Deuxième unité urbaine de la Vienne après Poitiers, elle était déjà la cinquième unité urbaine de Poitou-Charentes.
Au recensement suivant, en 1982, l'unité urbaine de Châtellerault ne s'est pas agrandie mais elle a enregistré une perte de population, puisqu'elle comptait alors 35 838 habitants. Malgré cette baisse de population, elle est demeurée la 5e unité urbaine de Poitou-Charentes.
En 1990, cette unité urbaine a incorporé une nouvelle commune, Cenon-sur-Vienne, ce qui a porté le nombre de communes à 2. Sa superficie est passée à 60,53 km2 et sa population était de 36 298 habitants.
En 1999, l'unité urbaine de Châtellerault ne s'est pas agrandie mais sa population a légèrement diminué, passant à 36 026 habitants. À cette date, elle demeure toujours à la deuxième place départementale et se situe toujours au 5e rang régional en Poitou-Charentes, tout juste avant Rochefort qui comptait alors 36 000 habitants.
C'est lors de la dernière délimitation de 2010 que l'unité urbaine de Châtellerault s'est agrandie de deux nouvelles communes, Antran et Naintré. Sa superficie est maintenant de 109,21 km2.
En 2010 - comme en 2007 -, elle demeure toujours la deuxième unité urbaine la plus peuplée du département de la Vienne, se situant loin derrière Poitiers.
En Poitou-Charentes, elle se classe toujours au cinquième rang régional, se situant avant les unités urbaines de Rochefort, Royan et Saintes.
L'unité urbaine de Châtellerault a connu une évolution territoriale continue depuis 1990, mais ce n'est qu'en 2007 qu'elle dépasse le chiffre de population de 1975.

## Évolution démographique

### Évolution démographique à périmètre constant
| 1975   | 1982   | 1990   | 1999   | 2007   | 2015   | 2016   |
| ------ | ------ | ------ | ------ | ------ | ------ | ------ |
| 37 080 | 35 838 | 36 298 | 36 026 | 42 708 | 40 693 | 40 952 |

Histogramme

(élaboration graphique par Wikipédia)

### Évolution démographique selon le nouveau périmètre de 2010
| 1968   | 1975   | 1982   | 1990   | 1999   | 2010   | 2015   | 2016   |
| ------ | ------ | ------ | ------ | ------ | ------ | ------ | ------ |
| 39 708 | 42 264 | 42 337 | 41 994 | 42 446 | 41 280 | 40 693 | 40 952 |

Histogramme

(élaboration graphique par Wikipédia)